# Nati il 27 marzo
| Questa pagina contiene informazioni ricavate automaticamente dalle voci biografiche con l'ausilio del template Bio e di un bot. L'aggiornamento è periodico e automatico e ricostruisce completamente la pagina. Se manca una persona in questa lista, sei pregato di non aggiungerla, ma accertati piuttosto che la sua voce biografica contenga il template Bio e che i dati anagrafici siano correttamente compilati. Se il template Bio manca, inseriscilo tu stesso o, in alternativa, metti l'avviso {{tmp\|Bio}} che ne segnala la mancanza. Se i dati riportati sono sbagliati, correggi direttamente la voce biografica; le modifiche saranno visibili in questa lista entro pochi giorni. Per chiarimenti vedi il progetto biografie. La lista contiene solo le 1.189 persone che sono citate nell'enciclopedia e per le quali è stato implementato correttamente il template Bio. Pagina aggiornata al 17 ago 2025. |

## X secolo(2)
- 972 - Roberto II di Francia, sovrano († 1031)
- 988 - Costanza d'Arles, regina († 1032)

## XII secolo(1)
- 1196 - Svjatoslav III di Vladimir, principe († 1252)

## XIV secolo(2)
- 1306 - Filippo III di Navarra, re († 1343)
- 1347 - Rupert I di Legnica, nobile polacco († 1409)

## XV secolo(5)
- 1401 - Alberto III di Baviera, nobile († 1460)
- 1416 - Francesco da Paola, religioso italiano († 1507)
- 1416 - Antonio Squarcialupi, organista italiano († 1480)
- 1457 - Giovanni d'Aragona, politico spagnolo († 1528)
- 1492 - Adam Ries, matematico, scienziato e storico tedesco († 1559)

## XVI secolo(6)
- 1509 - Volrado II di Waldeck, nobile tedesco († 1575)
- 1521 - Camillo I Gonzaga, nobile e militare italiano († 1595)
- 1562 - Jacob Gretser, drammaturgo, teologo e storico tedesco († 1625)
- 1577 - Iacopo Cicognini, poeta e drammaturgo italiano († 1631)
- 1583 - Helfrich Ulrich Hunnius, giurista tedesco († 1636)
- 1594 - Luigi I d'Este, nobile e militare italiano († 1664)

## XVII secolo(22)
- 1604 - Filippo San Martino di Agliè, politico, letterato e musicista italiano († 1667)
- 1623 - Francesco Negri, presbitero, esploratore e scrittore italiano († 1698)
- 1627 - Stephen Fox, politico inglese († 1716)
- 1632 - Gustavo Adolfo di Nassau-Saarbrücken, nobile tedesco († 1677)
- 1639 - Claude Audran detto il Giovane, pittore francese († 1684)
- 1657 - Isaac Papin, religioso, filosofo e teologo francese († 1709)
- 1659 - Thomas Bartholin il Giovane, antiquario danese († 1690)
- 1659 - Francisco Antonio de Borja-Centelles y Ponce de Léon, cardinale e arcivescovo cattolico spagnolo († 1702)
- 1660 - Lodovico Sergardi, poeta italiano († 1726)
- 1665 - Benjamin Neukirch, letterato, poeta e avvocato tedesco († 1729)
- 1665 - Pietro Pariati, librettista e poeta italiano († 1733)
- 1668 - Cornelio Bentivoglio, cardinale, arcivescovo cattolico e scrittore italiano († 1732)
- 1676 - Francesco II Rákóczi, militare, condottiero e patriota ungherese († 1735)
- 1679 - Maximilian Ulrich von Kaunitz, diplomatico e politico austriaco († 1746)
- 1679 - Domenico Lalli, librettista italiano († 1741)
- 1681 - Joaquín Fernández de Portocarrero, cardinale spagnolo († 1760)
- 1686 - Johann Jakob Quandt, teologo e bibliotecario tedesco († 1772)
- 1690 - Marco Antonio Ginanni, letterato, politico e araldista italiano († 1770)
- 1692 - Giovanni Fischietti, docente e compositore italiano († 1743)
- 1695 - Johann Philipp Anton von und zu Frankenstein, vescovo cattolico tedesco († 1753)
- 1696 - Federico Alamanni, vescovo cattolico italiano († 1775)
- 1696 - Louis Jouard de La Nauze, gesuita e storico francese († 1773)

## XVIII secolo(35)
- 1702 - Johann Ernst Eberlin, compositore tedesco († 1762)
- 1705 - Matias Aires Ramos, filosofo e scrittore portoghese († 1763)
- 1709 - William Flackton, compositore, editore e organista britannico († 1798)
- 1710 - Giuseppe Clemente Dall'Abaco, musicista italiano († 1805)
- 1712 - Pygan Adams, orafo statunitense († 1776)
- 1712 - Claude Bourgelat, chirurgo e veterinario francese († 1779)
- 1714 - Francesco Antonio Zaccaria, presbitero, storico e scrittore italiano († 1795)
- 1723 - Georgiana Fox, I baronessa di Holland, nobildonna inglese († 1774)
- 1723 - James Madison Senior, militare statunitense († 1801)
- 1724 - Jane Colden, botanica statunitense († 1766)
- 1726 - Cristiano Alberto di Hohenlohe-Langenburg, nobile tedesco († 1789)
- 1729 - Francesco Celebrano, artista italiano († 1814)
- 1734 - Francesco Pignatelli, marchese di Laino, generale e politico italiano († 1812)
- 1736 - Antonio Cappello, politico e diplomatico italiano († 1807)
- 1740 - Niklaus Franz von Bachmann, generale svizzero († 1831)
- 1740 - Stanislao Canovai, religioso, matematico e storico italiano († 1812)
- 1744 - Aleksej Ivanovič Musin-Puškin, storico russo († 1817)
- 1745 - Giuseppe Parisi, generale e ingegnere militare italiano († 1831)
- 1746 - Carlo Maria Buonaparte, avvocato, generale e politico italiano († 1785)
- 1753 - Andrew Bell, prete scozzese († 1832)
- 1756 - Gaetano Mammone, brigante italiano († 1802)
- 1760 - Auguste Vestris, ballerino francese († 1842)
- 1765 - Franz von Baader, ingegnere, filosofo e medico tedesco († 1841)
- 1767 - Charles Didelot, ballerino e coreografo francese († 1837)
- 1770 - Sophie Mereau, scrittrice tedesca († 1806)
- 1776 - Charles-François Brisseau de Mirbel, botanico e politico francese († 1854)
- 1776 - José Manuel Herrera, presbitero, politico e scrittore messicano († 1831)
- 1784 - Sándor Kőrösi Csoma, filologo, linguista e orientalista ungherese († 1842)
- 1785 - Filippo Giudice Caracciolo, cardinale e arcivescovo cattolico italiano († 1844)
- 1785 - Luigi XVII di Francia, francese († 1795)
- 1787 - Pierre Antoine Delalande, naturalista e esploratore francese († 1823)
- 1794 - James Stopford, IV conte di Courtown, politico irlandese († 1858)
- 1796 - Robert James Graves, anatomista irlandese († 1853)
- 1797 - Alfred de Vigny, poeta, scrittore e militare francese († 1863)
- 1799 - Alessandro La Marmora, generale e patriota italiano († 1855)

## XIX secolo(177)
- 1801 - Ferdinand von Mensshengen, diplomatico austriaco († 1885)
- 1802 - Vincenzo Pinali, medico italiano († 1875)
- 1802 - Charles-Mathias Simons, politico lussemburghese († 1874)
- 1803 - Giacomo Panizza, compositore italiano († 1860)
- 1805 - Louis Adolphe Bonard, ammiraglio francese († 1867)
- 1808 - James Fillans, scultore scozzese († 1852)
- 1809 - Barone Haussmann, politico e urbanista francese († 1891)
- 1809 - Maria Theresia Löw, soprano e arpista tedesca († 1885)
- 1811 - William Bagot, III barone Bagot, politico inglese († 1887)
- 1811 - Edward William Cooke, pittore e geologo britannico († 1880)
- 1812 - Ivan Ivanovič Panaev, scrittore e giornalista russo († 1862)
- 1814 - Charles Mackay, giornalista, poeta e paroliere scozzese († 1889)
- 1817 - Karl Wilhelm von Nägeli, botanico svizzero († 1891)
- 1817 - Robert Rive, fotografo francese († 1868)
- 1817 - William Ward, I conte di Dudley, nobile inglese († 1885)
- 1818 - Erminia Frezzolini, soprano italiano († 1884)
- 1818 - Jacob Axel Josephson, compositore svedese († 1880)
- 1819 - Girolamo Della Valle, politico italiano († 1888)
- 1819 - Filip Hristić, politico e diplomatico serbo († 1905)
- 1820 - Giovanni Fontana, scultore e decoratore italiano († 1893)
- 1820 - Edward Augustus Inglefield, ammiraglio e pittore britannico († 1894)
- 1820 - Filippo Rossi, poliziotto italiano
- 1822 - Henri Murger, poeta e scrittore francese († 1861)
- 1824 - Johann Wilhelm Hittorf, fisico tedesco († 1914)
- 1824 - Luigi Luzzi, compositore italiano († 1876)
- 1824 - Virginia Minor, attivista statunitense († 1894)
- 1824 - Lőrinc Schlauch, cardinale e vescovo cattolico ungherese († 1902)
- 1825 - Giovanni Battista Sicheri, poeta e patriota italiano († 1879)
- 1826 - Alphonse de Polignac, matematico francese († 1863)
- 1826 - Achille Vertunni, pittore italiano († 1897)
- 1828 - Charles Pêtre, scultore francese († 1907)
- 1831 - Johann Friedrich Horner, oculista svizzero († 1886)
- 1831 - Emilio Zasio, patriota e militare italiano († 1869)
- 1832 - William Quiller Orchardson, pittore scozzese († 1910)
- 1834 - Walter Carpenter, ammiraglio e politico britannico († 1904)
- 1836 - Ernest Puget, attivista francese
- 1838 - Paolo Santinelli, fantino italiano († 1878)
- 1839 - Gottlieb Viehe, missionario tedesco († 1901)
- 1840 - Tommaso Burato, fotografo dalmata († 1910)
- 1843 - George Frederick Leycester Marshall, naturalista britannico († 1934)
- 1844 - Adolphus Greely, esploratore statunitense († 1935)
- 1845 - Antonio Argenti, scultore italiano († 1916)
- 1845 - Gisèle d'Estoc, scrittrice, giornalista e pittrice francese († 1894)
- 1845 - Wilhelm Conrad Röntgen, fisico tedesco († 1923)
- 1847 - Otto Wallach, chimico tedesco († 1931)
- 1849 - Carlo Dossi, scrittore, diplomatico e archeologo italiano († 1910)
- 1849 - Carlo Pollonera, pittore italiano († 1923)
- 1851 - Ruperto Chapí, compositore spagnolo († 1909)
- 1851 - Vincent d'Indy, compositore francese († 1931)
- 1851 - Matthew Makil, vescovo cattolico indiano († 1914)
- 1851 - Joseph Taylor, calciatore scozzese († 1888)
- 1852 - Pietro Polenghi, imprenditore italiano († 1932)
- 1852 - Anna Antoinette Weber-van Bosse, botanica olandese († 1942)
- 1852 - Jan Van Beers, pittore belga († 1927)
- 1854 - Giovanni Battista Grassi, medico, zoologo e botanico italiano († 1925)
- 1854 - Władysław Kulczyński, aracnologo polacco († 1919)
- 1854 - Libero Pilotto, attore e drammaturgo italiano († 1900)
- 1857 - Albert William Austin, golfista canadese († 1934)
- 1857 - Dario Baldi, medico e politico italiano († 1933)
- 1857 - Domenico Farinati, organaro italiano († 1942)
- 1857 - Karl Pearson, matematico e statistico britannico († 1936)
- 1858 - Paolo Emilio Bensa, giurista e politico italiano († 1928)
- 1858 - Gottfried Hofer, pittore austriaco († 1932)
- 1860 - Frank Frost Abbott, filologo classico e storico statunitense († 1924)
- 1862 - Arturo Berutti, compositore e musicista argentino († 1938)
- 1863 - Francesc Viñas, tenore spagnolo († 1933)
- 1863 - Henry Royce, imprenditore britannico († 1933)
- 1863 - Mito Umeta, supercentenaria giapponese († 1975)
- 1864 - Agostina Pietrantoni, religiosa italiana († 1894)
- 1865 - Evgenij Botkin, medico russo († 1918)
- 1865 - Alessandro Verde, cardinale italiano († 1958)
- 1869 - Emilio Ferrais, arcivescovo cattolico italiano († 1930)
- 1869 - Barney Gilmore, attore e sceneggiatore statunitense († 1949)
- 1869 - Virgilia Lütz, religiosa tedesca († 1949)
- 1870 - Edward Dewhurst, tennista australiano († 1941)
- 1870 - Giovanni Masnata, medico e politico italiano († 1945)
- 1870 - Amilcare Solferini, scrittore, poeta e commediografo italiano († 1929)
- 1870 - Kristo Sotiri, architetto e ingegnere albanese († 1953)
- 1871 - Heinrich Mann, scrittore tedesco († 1950)
- 1871 - Ugo Piperno, attore italiano († 1922)
- 1873 - Giannina Russ, soprano italiano († 1951)
- 1874 - Andrés de Segurola, basso spagnolo († 1953)
- 1875 - Jean Cau, canottiere francese († 1921)
- 1875 - J. Charles Haydon, regista, attore e sceneggiatore statunitense († 1943)
- 1875 - Pierre-Albert Marquet, pittore francese († 1947)
- 1875 - Cécile Vogt-Mugnier, neurologa francese († 1962)
- 1876 - Casimiro Doniselli, medico, fisiologo e psicologo italiano († 1960)
- 1876 - Gerhard Kowalewski, matematico tedesco († 1950)
- 1876 - Enrico Mazzolani, scultore italiano († 1968)
- 1876 - Ermenegildo Pellegrinetti, cardinale e arcivescovo cattolico italiano († 1943)
- 1878 - Miller Huggins, allenatore di baseball e giocatore di baseball statunitense († 1929)
- 1879 - Albert Bechestobill, lottatore statunitense († 1959)
- 1879 - Catherine Carswell, scrittrice e giornalista scozzese († 1946)
- 1879 - Guelfo Ferrari, dirigente sportivo italiano († 1958)
- 1879 - Sándor Garbai, politico ungherese († 1947)
- 1879 - Alfred Lind, regista, direttore della fotografia e sceneggiatore danese († 1959)
- 1879 - Izaak Reijnders, militare olandese († 1966)
- 1879 - Edward Steichen, fotografo e pittore lussemburghese († 1973)
- 1879 - Gallus Steiger, missionario e vescovo cattolico svizzero († 1966)
- 1880 - Eugenio Baroni, scultore italiano († 1935)
- 1880 - Ruth Hanna McCormick, politica, attivista e editrice statunitense († 1944)
- 1880 - Berthold Tandler, sollevatore austriaco
- 1881 - Arkadij Timofeevič Averčenko, scrittore e commediografo russo († 1925)
- 1881 - Alan Bailey, canottiere canadese († 1961)
- 1881 - Angelo Baldassarri, avvocato e politico italiano († 1963)
- 1882 - Thomas Graham Brown, alpinista e fisiologo inglese († 1965)
- 1883 - Jan Kunc, compositore, insegnante e scrittore ceco († 1976)
- 1883 - Antonio Sala, calciatore italiano
- 1883 - Dimitrios Semsis, violinista, cantante e compositore greco († 1950)
- 1883 - Adrian Stoop, dirigente sportivo britannico († 1957)
- 1883 - Marie Under, poetessa estone († 1980)
- 1884 - James Cruze, regista, attore e produttore cinematografico statunitense († 1942)
- 1884 - Pio Giardina, vescovo cattolico italiano († 1953)
- 1884 - Moritz Jahn, scrittore e poeta tedesco († 1979)
- 1884 - Camillo Puglisi Allegra, architetto e ingegnere italiano († 1961)
- 1884 - Gordon Thomson, canottiere britannico († 1953)
- 1885 - Casimiro Casucci, politico e antifascista italiano († 1967)
- 1885 - Antonio Picconi, vescovo cattolico italiano († 1952)
- 1886 - Vladimir Davidovič Burljuk, pittore e illustratore russo († 1917)
- 1886 - Clemens Holzmeister, architetto austriaco († 1983)
- 1886 - Sergej Mironovič Kirov, rivoluzionario, politico e funzionario sovietico († 1934)
- 1886 - Ludwig Mies van der Rohe, architetto e designer tedesco († 1969)
- 1887 - Chapman Grant, erpetologo statunitense († 1983)
- 1887 - Renato Mazzolani, marinaio e militare italiano († 1945)
- 1887 - Väinö Siikaniemi, giavellottista finlandese († 1932)
- 1888 - Michel Alexandre, filosofo francese († 1952)
- 1888 - Bouke Benenga, nuotatore e pallanuotista olandese († 1968)
- 1888 - Emidio Piermarini, poeta, scrittore e bibliotecario italiano († 1969)
- 1888 - Robert Thornby, regista, attore e sceneggiatore statunitense († 1953)
- 1888 - Maurizio Lazzaro de Castiglioni, generale italiano († 1952)
- 1889 - Francesco Antonio Arena, generale italiano († 1945)
- 1889 - Gavril Buciușcan, politico moldavo († 1937)
- 1889 - Kurt Herzog, generale tedesco († 1948)
- 1889 - Yakup Kadri Karaosmanoğlu, scrittore, giornalista e diplomatico turco († 1974)
- 1889 - Leonard Mociulschi, generale rumeno († 1979)
- 1890 - Frederick Dalrymple-Hamilton, ammiraglio britannico († 1974)
- 1890 - Harald Julin, pallanuotista e nuotatore svedese († 1967)
- 1890 - Marcel Lacour, ciclista su strada belga († 1925)
- 1891 - Paul Billik, militare e aviatore tedesco († 1926)
- 1891 - Adolphus Peter Elkin, presbitero e antropologo australiano († 1979)
- 1891 - Bobby Parker, calciatore e allenatore di calcio scozzese († 1950)
- 1891 - Carl Pedersen, calciatore norvegese († 1964)
- 1891 - Tarquinio Sini, illustratore e pubblicitario italiano († 1943)
- 1891 - Lajos Zilahy, scrittore ungherese († 1974)
- 1892 - Alberto Bayo, generale, scrittore e poeta cubano († 1967)
- 1892 - Ferde Grofé, compositore e musicista statunitense († 1972)
- 1892 - Friedrich-August Schack, generale tedesco († 1968)
- 1893 - George Beranger, attore e regista australiano († 1973)
- 1893 - Karl Mannheim, sociologo tedesco († 1947)
- 1893 - Giacinto Rovella, politico italiano († 1967)
- 1894 - René Fonck, aviatore francese († 1953)
- 1894 - Giuseppe Gorni, pittore, scultore e incisore italiano († 1975)
- 1894 - Tita Mozzoni, pittore italiano († 1986)
- 1895 - Ray June, direttore della fotografia statunitense († 1958)
- 1895 - Heinrich Moos, schermidore tedesco († 1976)
- 1895 - Betty Schade, attrice tedesca († 1982)
- 1895 - Ruth Snyder, assassina statunitense († 1928)
- 1896 - Leonid Ioakimovič Kannegiser, militare russo († 1918)
- 1896 - William Lescaze, architetto svizzero († 1969)
- 1896 - Ladislas Meduna, neurologo ungherese († 1964)
- 1896 - Enrico Palandri, generale italiano († 1969)
- 1897 - Douglas Hartree, matematico e fisico inglese († 1958)
- 1897 - Effa Manley, dirigente sportiva statunitense († 1981)
- 1897 - Sig Slater, hockeista su ghiaccio canadese († 1969)
- 1897 - Francis S. Symondson, aviatore inglese († 1975)
- 1898 - Titina De Filippo, attrice, drammaturga e sceneggiatrice italiana († 1963)
- 1898 - Norma Koch, costumista statunitense († 1979)
- 1898 - Josef Müller, politico tedesco († 1979)
- 1899 - Bixio Cherubini, paroliere e poeta italiano († 1987)
- 1899 - Louis Page, calciatore e allenatore di calcio inglese († 1959)
- 1899 - Francis Ponge, poeta francese († 1988)
- 1899 - Gloria Swanson, attrice statunitense († 1983)
- 1899 - Rudolf Svensson, lottatore svedese († 1978)
- 1900 - Mario Giovanni Barbieri, magistrato e politico italiano
- 1900 - John Page, pattinatore artistico su ghiaccio britannico († 1947)
- 1900 - Eric Reim, ciclista su strada tedesco
- 1900 - Harold Rose, allenatore di calcio e calciatore inglese († 1990)

## XX secolo(910)
- 1901 - Carl Barks, fumettista e pittore statunitense († 2000)
- 1901 - Charles Lang, direttore della fotografia statunitense († 1998)
- 1901 - Erich Ollenhauer, politico tedesco († 1963)
- 1901 - Gunnar Olsson, calciatore svedese († 1960)
- 1901 - Enrique Santos Discépolo, musicista, compositore e regista argentino († 1951)
- 1901 - Eisaku Satō, politico giapponese († 1975)
- 1901 - Zinaida L'vovna Volkova, rivoluzionaria sovietica († 1933)
- 1902 - Sidney Buchman, sceneggiatore e produttore cinematografico statunitense († 1975)
- 1902 - Pasquale Falqui, farmacista e imprenditore italiano († 1999)
- 1902 - Pál Hermann, violoncellista e compositore ungherese († 1944)
- 1902 - Josef Jelínek, calciatore cecoslovacco († 1973)
- 1903 - Betty Balfour, attrice britannica († 1977)
- 1903 - Gustavo Bontadini, filosofo italiano († 1990)
- 1903 - Reo Fortune, antropologo neozelandese († 1979)
- 1903 - François Gardier, ciclista su strada belga († 1971)
- 1903 - Kalle Järvinen, pesista finlandese († 1941)
- 1903 - Masi Simonetti, pittore italiano († 1969)
- 1903 - Xavier Villaurrutia, scrittore, poeta e drammaturgo messicano († 1950)
- 1904 - Danilo Innocenti, astista italiano († 1949)
- 1905 - Giovanni Bassanesi, fotoreporter, pacifista e antifascista italiano († 1947)
- 1905 - Leroy Carr, cantante, compositore e pianista statunitense († 1935)
- 1905 - Antonio Cremisini, politico italiano († 1989)
- 1905 - Rudolf Christoph Freiherr von Gersdorff, generale tedesco († 1980)
- 1905 - László Kalmár, matematico ungherese († 1976)
- 1905 - Elsie MacGill, ingegnera e attivista canadese († 1980)
- 1905 - Pio Rasponi, hockeista su pista italiano
- 1905 - Francesco Rodolico, mineralogista e linguista italiano († 1988)
- 1906 - Bernhard Britz, ciclista su strada svedese († 1935)
- 1906 - Cecil Purdy, scacchista australiano († 1979)
- 1906 - Pee Wee Russell, clarinettista e sassofonista statunitense († 1969)
- 1907 - Marie Bedford, nuotatrice sudafricana († 1997)
- 1907 - Andrei Glanzmann, calciatore e allenatore di calcio rumeno († 1988)
- 1907 - Georg Mitterer, alpinista tedesco († 1990)
- 1907 - George Pollock, regista inglese († 1979)
- 1908 - Binkie Beaumont, produttore teatrale e direttore teatrale britannico († 1973)
- 1908 - Leo Britt, attore inglese († 1979)
- 1908 - Archimede Cirinnà, pittore e scultore italiano († 1992)
- 1908 - Byron Evard, cestista e allenatore di pallacanestro statunitense († 1983)
- 1908 - Joan Fleming, scrittrice britannica († 1980)
- 1908 - Rolando Marianelli, calciatore italiano († 1981)
- 1908 - Paddy McClure, nuotatore e pallanuotista irlandese († 1965)
- 1908 - Alberto Semprini, pianista e direttore d'orchestra inglese († 1990)
- 1908 - Tommaso Zerbi, economista e politico italiano († 2001)
- 1909 - Luigi Ingrassia, calciatore italiano († 1970)
- 1909 - Ferdinando Innocenti, calciatore italiano († 2001)
- 1909 - Golo Mann, scrittore, storico e saggista tedesco († 1994)
- 1909 - Jean Mercure, attore, scenografo e regista francese († 1998)
- 1909 - Eitarō Ozawa, attore giapponese († 1988)
- 1909 - Glauco Rossi, pittore italiano († 2001)
- 1909 - Ben Webster, sassofonista statunitense († 1973)
- 1910 - Ai Qing, poeta e pittore cinese († 1996)
- 1910 - Manfred Bukofzer, musicologo tedesco († 1955)
- 1910 - Giovanni Elkan, politico italiano († 1997)
- 1910 - John Robinson Pierce, ingegnere e scrittore di fantascienza statunitense († 2002)
- 1910 - Carlo Zaghi, giornalista e storico italiano († 2004)
- 1911 - Alexa Bokšay, allenatore di calcio cecoslovacco († 2007)
- 1911 - Franc Rozman, generale e partigiano jugoslavo († 1944)
- 1911 - Antonio Sastre, calciatore argentino († 1987)
- 1912 - James Callaghan, politico e militare britannico († 2005)
- 1912 - Sergio Guidorzi, aviatore italiano († 1942)
- 1912 - Giovanna Marturano, partigiana e antifascista italiana († 2013)
- 1912 - Riccardo Monaco, politico e militare italiano († 1994)
- 1912 - Derna Polazzo, cestista e velocista italiana († 1994)
- 1913 - Theodor Dannecker, militare e criminale di guerra tedesco († 1945)
- 1913 - Ernest Mengel, calciatore lussemburghese († 1968)
- 1914 - Erminio Asin, calciatore italiano († 1986)
- 1914 - Lando Bartoli, architetto italiano († 2002)
- 1914 - Ermanno Bazzocchi, ingegnere, dirigente d'azienda e politico italiano († 2005)
- 1914 - Virginio Bonati, calciatore italiano († 1944)
- 1914 - Richard Denning, attore statunitense († 1998)
- 1914 - Mario Marino, militare e marinaio italiano († 1982)
- 1914 - Budd Schulberg, sceneggiatore, scrittore e giornalista statunitense († 2009)
- 1914 - Harry Sorensen, cestista statunitense († 1991)
- 1914 - Krit Srivara, generale e politico thailandese († 1976)
- 1915 - Robert Lockwood Jr., chitarrista e cantante statunitense († 2006)
- 1915 - Bernardo Poli, calciatore italiano († 1944)
- 1916 - Andreina Carli, attrice italiana († 2006)
- 1916 - Johnny Drake, giocatore di football americano statunitense († 1973)
- 1916 - Heinz-Wilhelm Eck, militare tedesco († 1945)
- 1916 - Alessandro Niccoli, politico italiano († 1999)
- 1917 - Ján Gogoľ, calciatore slovacco
- 1917 - Manlio Guberti Helfrich, pittore, incisore e scrittore italiano († 2003)
- 1917 - Ángel Laferrara, calciatore argentino († 1990)
- 1917 - Enrico Manfrini, scultore e incisore italiano († 2004)
- 1917 - Werner Spring, bobbista svizzero († 1959)
- 1917 - Cyrus Vance, politico e avvocato statunitense († 2002)
- 1918 - Luigi Torti, calciatore italiano
- 1919 - Marino Bigaroni, saggista italiano († 2016)
- 1919 - Johnny Kotz, cestista statunitense († 1999)
- 1920 - Ascanio Assirelli, calciatore italiano († 1981)
- 1920 - František Krištofík, calciatore slovacco († 1993)
- 1920 - Angelo Lo Forese, tenore italiano († 2020)
- 1920 - Luca Perrone, linguista italiano († 1984)
- 1920 - Giorgio Piovano, politico, scrittore e partigiano italiano († 2008)
- 1920 - Colin Rowe, architetto e urbanista britannico († 1999)
- 1921 - Giuseppe Bacci, illustratore e pubblicitario italiano († 2018)
- 1921 - Moacir Barbosa, calciatore brasiliano († 2000)
- 1921 - Toni Berger, attore tedesco († 2005)
- 1921 - Hélène Berr, scrittrice francese († 1945)
- 1921 - Giovan Battista Bertagni, militare e partigiano italiano († 2007)
- 1921 - Giacomo Buranello, partigiano italiano († 1944)
- 1921 - Fletcher Markle, regista e produttore cinematografico statunitense († 1991)
- 1921 - Gianni Mineo, partigiano italiano († 1987)
- 1921 - Ivan Rabuzin, pittore croato († 2008)
- 1921 - Walter Sabadini, politico italiano († 2001)
- 1922 - Antenore Cuel, fondista e sciatore di pattuglia militare italiano († 2018)
- 1922 - Dick King-Smith, scrittore inglese († 2011)
- 1922 - Dan Kurzman, giornalista e scrittore statunitense († 2010)
- 1922 - Carlo Maggi, calciatore italiano
- 1922 - Bob Mizer, fotografo e regista statunitense († 1992)
- 1922 - Jules Olitski, pittore e scultore statunitense († 2007)
- 1922 - Josef Smolík, teologo ceco († 2009)
- 1922 - Stefan Wul, scrittore di fantascienza francese († 2003)
- 1923 - Giuliano De Laurentiis, politico italiano († 1973)
- 1923 - Shūsaku Endō, scrittore giapponese († 1996)
- 1923 - Gennadij Judin, attore sovietico († 1989)
- 1923 - Sacit Seldüz, cestista, allenatore di pallacanestro e pallavolista turco († 2018)
- 1923 - Lorenzo Semple Jr., sceneggiatore e drammaturgo statunitense († 2014)
- 1923 - Louis Simpson, poeta giamaicano († 2012)
- 1923 - Don Tosti, musicista, compositore e violoncellista statunitense († 2004)
- 1924 - Ian Black, calciatore scozzese († 2012)
- 1924 - Giulio Bollati, editore e italianista italiano († 1996)
- 1924 - Claus Gatterer, storico e giornalista italiano († 1984)
- 1924 - Hideko Takamine, attrice giapponese († 2010)
- 1924 - Sarah Vaughan, cantante statunitense († 1990)
- 1925 - John Bayley, scrittore e critico letterario britannico († 2015)
- 1925 - Robert Cohan, coreografo e ballerino statunitense († 2021)
- 1925 - Dante Di Nanni, partigiano italiano († 1944)
- 1925 - Betty Miller, attrice statunitense († 2004)
- 1925 - Charles Henry Plumb, politico inglese († 2022)
- 1926 - Ezequiel Baptista, ex calciatore portoghese
- 1926 - Frank O'Hara, poeta, scrittore e critico d'arte statunitense († 1966)
- 1926 - Jacques Villeglé, artista francese († 2022)
- 1927 - Cecil Bødker, scrittrice e poetessa danese († 2020)
- 1927 - Ferdinando Danesi, poliziotto italiano († 1970)
- 1927 - François Furet, storico francese († 1997)
- 1927 - Elia Lazzari, politico italiano († 2019)
- 1927 - Juan Nuño, filosofo venezuelano († 1995)
- 1927 - Miguel Picazo, regista, sceneggiatore e attore spagnolo († 2016)
- 1927 - Mstislav Leopol'dovič Rostropovič, violoncellista e direttore d'orchestra russo († 2007)
- 1927 - Renato Solmi, storico e traduttore italiano († 2015)
- 1927 - Karl Stotz, calciatore e allenatore di calcio austriaco († 2017)
- 1928 - Douglas Applegate, politico statunitense († 2021)
- 1928 - Filippo Crivelli, regista teatrale italiano († 2022)
- 1928 - Jean Dotto, ciclista su strada italiano († 2000)
- 1928 - Antonio Pala, sindacalista e politico italiano († 1993)
- 1928 - Giacomo Peppicelli, mezzofondista italiano († 2011)
- 1928 - Pauline Tinsley, soprano britannico († 2021)
- 1928 - Theadora Van Runkle, costumista statunitense († 2011)
- 1929 - Claire Maurier, attrice francese
- 1929 - Salvador Botella, ciclista su strada spagnolo († 2006)
- 1929 - Hans Eugster, ginnasta svizzero († 1956)
- 1929 - Baruch Mordechai Ezrachi, rabbino israeliano († 2023)
- 1929 - Heinrich Mitter, fisico austriaco
- 1929 - Anne Ramsey, attrice statunitense († 1988)
- 1929 - Vincenzo Vernaschi, politico italiano († 1990)
- 1930 - Manfred Freyberger, attore austriaco († 1980)
- 1930 - Adela Ringuelet, astrofisica e astronoma argentina († 2023)
- 1930 - Daniel Spoerri, danzatore, coreografo e pittore rumeno († 2024)
- 1930 - Jiřina Štěpánová, cestista cecoslovacca († 1987)
- 1931 - Larissa Bonfante, archeologa e etruscologa italiana († 2019)
- 1931 - Walter Hooper, scrittore e religioso statunitense († 2020)
- 1931 - David Janssen, attore statunitense († 1980)
- 1931 - Jenny Luna, cantante italiana
- 1931 - Domenico Minuto, storico italiano
- 1931 - Tandra Quinn, attrice statunitense († 2016)
- 1931 - Artur Santos, calciatore portoghese († 2025)
- 1932 - Lino Coletta, attore italiano († 2012)
- 1932 - Sígfrid Gràcia, calciatore spagnolo († 2005)
- 1932 - Bailey Olter, politico micronesiano († 1999)
- 1932 - Robert Sacchi, attore italiano († 2021)
- 1933 - Guido Bodrato, politico e economista italiano († 2023)
- 1933 - Michel Guérard, cuoco, scrittore e imprenditore francese († 2024)
- 1933 - Hazel Henderson, economista inglese († 2022)
- 1933 - Gino Pivatelli, ex calciatore e allenatore di calcio italiano
- 1934 - Francesco Bronzi, scenografo italiano
- 1934 - Mario Alessandro Cattaneo, filosofo italiano († 2010)
- 1934 - Marc Dorcel, produttore cinematografico e regista francese
- 1934 - Mineo Katō, pallanuotista giapponese
- 1934 - Jutta Limbach, giurista e politica tedesca († 2016)
- 1934 - Arthur Mitchell, ballerino, coreografo e insegnante statunitense († 2018)
- 1934 - Iōannīs Palaiokrassas, politico greco († 2021)
- 1934 - Enrico Riccardi, compositore, paroliere e cantautore italiano († 2019)
- 1934 - Peter Schamoni, regista, sceneggiatore e produttore cinematografico tedesco († 2011)
- 1935 - Angus Miller Farquharson, filantropo britannico († 2018)
- 1935 - Alice Barron, ex cestista statunitense
- 1935 - Walter Davoine, calciatore uruguaiano († 2016)
- 1935 - Julian Glover, attore britannico
- 1935 - Yōko Kishi, cantante giapponese († 1992)
- 1935 - Ovidio Poletto, vescovo cattolico italiano
- 1935 - Stanley Francis Rother, presbitero e missionario statunitense († 1981)
- 1935 - Libero Sosio, traduttore e storico della filosofia italiano († 2023)
- 1936 - Malcolm Goldstein, violinista statunitense
- 1936 - Jerry Lacy, attore statunitense
- 1936 - Paolo Maddalena, giurista e magistrato italiano
- 1936 - Ken Roberts, allenatore di calcio e calciatore gallese († 2021)
- 1937 - Genpei Akasegawa, artista giapponese († 2014)
- 1937 - Jane Chambers, drammaturga, scrittrice e poetessa statunitense († 1983)
- 1937 - Julij Andreevič Fajt, regista russo († 2022)
- 1937 - Alan Hawkshaw, compositore e tastierista britannico († 2021)
- 1937 - Francesco Janich, calciatore, allenatore di calcio e dirigente sportivo italiano († 2019)
- 1937 - Raffaello Orsero, imprenditore, dirigente d'azienda e armatore italiano († 2006)
- 1937 - Jürgen Thiel, ex pallanuotista tedesco orientale
- 1938 - Jean-Pierre Alba, calciatore francese († 2015)
- 1938 - Giovanni Cuojati, politico italiano († 2021)
- 1938 - Bruno Ducati, ex calciatore italiano
- 1938 - Julie Hoyle, ex nuotatrice britannica
- 1938 - Rolando Irusta, calciatore argentino († 2012)
- 1938 - Cesare Marini, politico italiano
- 1938 - Hansjörg Schneider, scrittore svizzero
- 1938 - Paolo Vaini, ex calciatore italiano
- 1939 - Maurizio Cumo, ingegnere e dirigente pubblico italiano († 2024)
- 1939 - Emilio De Rose, politico e medico italiano († 2018)
- 1939 - Ulrich Jucker, ex slittinista svizzero
- 1939 - Vasilios Makridis, ex sciatore alpino greco
- 1939 - Viktor Abrosimovič Petrov, regista sovietico († 2000)
- 1939 - Martin Jessop Price, numismatico e antiquario britannico († 1995)
- 1939 - Regina Veloso, nuotatrice portoghese († 2024)
- 1939 - Cale Yarborough, pilota automobilistico statunitense († 2023)
- 1940 - Silvano Bertini, pugile italiano († 2021)
- 1940 - Lois Craffonara, linguista e filologo italiano
- 1940 - Raffaele Marcoli, ciclista su strada italiano († 1966)
- 1940 - Sandro Munari, ex pilota di rally italiano
- 1940 - Gareth Peirce, avvocatessa inglese
- 1940 - Austin Pendleton, attore e regista statunitense
- 1940 - Oreste Rizzini, attore, doppiatore e dialoghista italiano († 2008)
- 1941 - Oscar Fernandes, politico indiano († 2021)
- 1941 - Ivan Gašparovič, politico, giurista e docente slovacco
- 1941 - Ulisse Gualtieri, ex calciatore italiano
- 1941 - Masako Kondō, ex pallavolista giapponese
- 1941 - Antonina Lazareva, ex altista sovietica
- 1941 - Liese Prokop, multiplista e politica austriaca († 2006)
- 1941 - Antònia Vicens i Picornell, scrittrice spagnola
- 1941 - Vincenzo Viti, politico italiano
- 1942 - Firouz Abdul Mohammadian, pallanuotista iraniano
- 1942 - John Adshead, allenatore di calcio e ex calciatore inglese
- 1942 - Lorenzo Ciocci, politico italiano († 2004)
- 1942 - Paul Courtin, ex calciatore francese
- 1942 - Art Evans, attore statunitense († 2024)
- 1942 - János Farkas, calciatore ungherese († 1989)
- 1942 - Michael Jackson, scrittore inglese († 2007)
- 1942 - Birger Larsen, calciatore danese († 2024)
- 1942 - Francesco Perina, politico italiano
- 1942 - Layla Rigazzi, ex modella italiana
- 1942 - Michael York, attore inglese
- 1943 - Renate Ameis, ex cestista tedesca
- 1943 - Francesco Casisa, calciatore e allenatore di calcio italiano († 2014)
- 1943 - Mike Curtis, giocatore di football americano statunitense († 2020)
- 1943 - Nicholas Humphrey, psicologo britannico
- 1943 - Nicolae Pescaru, calciatore rumeno († 2019)
- 1944 - Enrique Barón Crespo, politico spagnolo
- 1944 - Bryan Campbell, ex hockeista su ghiaccio canadese
- 1944 - Carlo Campora, ex calciatore italiano
- 1944 - Ralf Hess, scacchista tedesco
- 1944 - Claudio Mussato, politico e avvocato italiano († 2012)
- 1944 - Tullio Padovani, giurista italiano
- 1944 - Gianni Piatti, politico italiano
- 1944 - Franco Scaglia, scrittore, giornalista e dirigente d'azienda italiano († 2015)
- 1944 - Bebu Silvetti, pianista, compositore e direttore d'orchestra argentino († 2003)
- 1945 - Fabio Amodeo, giornalista, scrittore e storico italiano († 2016)
- 1945 - Néstor García Veiga, pilota automobilistico argentino
- 1945 - Giovanni Liotti, psichiatra e psicologo italiano († 2018)
- 1945 - Brit Selby, ex hockeista su ghiaccio canadese
- 1945 - Władysław Stachurski, allenatore di calcio e calciatore polacco († 2013)
- 1946 - Andy Bown, polistrumentista e compositore britannico
- 1946 - Andrea Giordana, attore italiano
- 1946 - Boris Kopejkin, ex calciatore e allenatore di calcio sovietico
- 1946 - Leonardo Marino, attivista italiano
- 1946 - Cristiano Minellono, paroliere, attore teatrale e autore televisivo italiano
- 1946 - Dora Schwarzberg, violinista austriaca
- 1946 - Carl Weintraub, attore statunitense
- 1947 - Ivo Baldi Gaburri, vescovo cattolico italiano († 2021)
- 1947 - Oliver Friggieri, scrittore, poeta e critico letterario maltese († 2020)
- 1947 - Saleh Kebzabo, politico e giornalista ciadiano
- 1947 - John Mayhew, batterista britannico († 2009)
- 1947 - Aad de Mos, allenatore di calcio olandese
- 1948 - Augusto Battaglia, politico italiano
- 1948 - Curt Bennett, allenatore di hockey su ghiaccio e ex hockeista su ghiaccio statunitense
- 1948 - Jens-Peter Bonde, politico danese († 2021)
- 1948 - Milada Karbanová, ex altista cecoslovacca
- 1948 - Edgar Selge, attore tedesco
- 1949 - Torsten Andersen, ex calciatore danese
- 1949 - Paschalīs Fōkkīs, ex calciatore cipriota
- 1949 - Carlo Alberto Redi, biologo e saggista italiano
- 1949 - Thomas John Rodi, arcivescovo cattolico statunitense
- 1949 - Poul Ruders, compositore danese
- 1949 - Leonel Rugama, poeta e rivoluzionario nicaraguense († 1970)
- 1949 - Antonio Sema, scrittore e storico italiano († 2007)
- 1949 - Dubravka Ugrešić, scrittrice croata († 2023)
- 1950 - Julia Alvarez, scrittrice e poetessa dominicana
- 1950 - Tony Banks, tastierista, polistrumentista e compositore britannico
- 1950 - David Edgar, ex nuotatore statunitense
- 1950 - Maria Ewing, soprano e mezzosoprano statunitense († 2022)
- 1950 - Anton Ondruš, ex calciatore cecoslovacco
- 1950 - Martin Veyron, fumettista francese
- 1950 - Terry Yorath, ex calciatore e allenatore di calcio gallese
- 1951 - Diego Cammarata, politico italiano
- 1951 - Elisabeth Högström, giocatrice di curling svedese
- 1951 - Sanja Ilić, cantante, tastierista e compositore serbo († 2021)
- 1951 - Huan Khen Khoo, allenatore di calcio e ex calciatore malaysiano
- 1951 - Terrence Pegula, imprenditore e dirigente sportivo statunitense
- 1951 - Angelo Recchi, ex calciatore italiano
- 1951 - Chris Stewart, scrittore e batterista inglese
- 1951 - Marielle de Sarnez, politica francese († 2021)
- 1952 - Dennis Fenech, ex calciatore maltese
- 1952 - Erwin Fuchsbichler, ex calciatore austriaco
- 1952 - Ákejan Kajygeldın, politico kazako
- 1952 - Maria Schneider, attrice francese († 2011)
- 1952 - Dana Stabenow, scrittrice statunitense
- 1953 - George Copos, politico rumeno
- 1953 - Jorge Garbey, ex schermidore cubano
- 1953 - Gabriele Gatti, politico sammarinese
- 1953 - István Joós, ex canoista ungherese
- 1953 - Phil Leonetti, mafioso e collaboratore di giustizia statunitense
- 1953 - Annemarie Moser-Pröll, ex sciatrice alpina austriaca
- 1953 - Alessandro Nicosia, imprenditore italiano
- 1953 - Herman Ponsteen, ex pistard olandese
- 1953 - Masayoshi Takanaka, chitarrista giapponese
- 1954 - Erwin Albert, allenatore di calcio e ex calciatore tedesco
- 1954 - Matusa Barros, artista spagnola
- 1954 - Gerard Batten, politico britannico
- 1954 - Giovanni Fasanella, giornalista e saggista italiano
- 1954 - Giuseppe Molinari, politico italiano
- 1954 - Mauro Roman, cavaliere italiano
- 1954 - Erkki Saaristo, ex cestista e allenatore di pallacanestro finlandese
- 1954 - Paolo Vinaccia, batterista italiano († 2019)
- 1954 - Vera Vincke, ex cestista belga
- 1955 - Nunu Abašidze, ex pesista sovietica
- 1955 - Gianfranco Dalla Costa, ex cestista italiano
- 1955 - Costantino Idini, ex calciatore italiano
- 1955 - Mad Professor, produttore discografico inglese
- 1955 - Patrick McCabe, scrittore irlandese
- 1955 - Jógvan Petersen, ex calciatore faroese
- 1955 - Mariano Rajoy, politico spagnolo
- 1955 - Rüdiger Reiche, ex canottiere tedesco
- 1955 - Christian Sarron, dirigente sportivo e pilota motociclistico francese
- 1956 - Cornelius Boza-Edwards, ex pugile e allenatore di pugilato ugandese
- 1956 - Remo Breda, dirigente sportivo e attivista italiano
- 1956 - Fulvio Bussalino, ex calciatore italiano
- 1956 - Dave Debol, allenatore di hockey su ghiaccio e ex hockeista su ghiaccio statunitense
- 1956 - Michael Harney, attore statunitense
- 1956 - Béla Oláh, ex sollevatore ungherese
- 1956 - Aleksandr Rogov, canoista sovietico († 2004)
- 1956 - Jiří Škoda, ex ciclista su strada ceco
- 1956 - Nora Volkow, psichiatra messicana
- 1956 - Thomas Wassberg, ex fondista svedese
- 1957 - Gilberto Bonini, ex calciatore italiano
- 1957 - Stephen Dillane, attore britannico
- 1957 - Julie Gross, ex cestista australiana
- 1957 - Tomas Hanak, attore cecoslovacco
- 1957 - Nicola Leanza, politico italiano († 2015)
- 1957 - Graziano Marini, pittore italiano
- 1957 - Dori McPhail, ex cestista canadese
- 1957 - Thierry Salmon, regista teatrale belga († 1998)
- 1957 - Caroline Williams, attrice statunitense
- 1957 - Jean-Pierre de Vincenzi, allenatore di pallacanestro e dirigente sportivo francese
- 1958 - José Antonio Casajús, ex calciatore e medico spagnolo
- 1958 - Wim Hofkens, ex calciatore olandese
- 1958 - Taccjana Ivinskaja, ex cestista sovietica
- 1958 - James McCaffrey, attore e doppiatore statunitense († 2023)
- 1958 - Daniel Mindel, direttore della fotografia sudafricano
- 1958 - Susan Molinari, politica, giornalista e conduttrice televisiva statunitense
- 1958 - Michael O'Leary, attore televisivo statunitense
- 1958 - Adrian Rawlins, attore britannico
- 1958 - Virginia Villani, politica italiana
- 1958 - Didier de Radiguès, pilota motociclistico e pilota automobilistico belga
- 1959 - Sjarhej Hocmanaŭ, ex calciatore sovietico
- 1959 - Raimondo Inconis, fagottista italiano
- 1959 - Gustavo Morales y Delgado, ex politico, giornalista e traduttore spagnolo
- 1959 - Santo Perrotta, ex calciatore italiano
- 1959 - Ivan Savvidis, imprenditore e politico russo
- 1959 - Bartlett Sher, regista teatrale e direttore artistico statunitense
- 1959 - Aleksandr Sorokolet, ex pallavolista sovietico
- 1959 - Mariusz Strzałka, ex schermidore polacco
- 1959 - Ivan Sunara, ex cestista e allenatore di pallacanestro croato
- 1959 - Sergio Tanzarella, storico italiano
- 1959 - Brian Tarantina, attore statunitense († 2019)
- 1960 - Victor Bailey, bassista statunitense († 2016)
- 1960 - Liliana Bernardi, ex pallavolista italiana
- 1960 - Sonia Bo, compositrice italiana
- 1960 - Guo Jianmei, avvocatessa e attivista cinese
- 1960 - Lü Hongxiang, ex calciatore cinese
- 1960 - Acharya S, scrittrice statunitense († 2015)
- 1960 - Hans Pflügler, ex calciatore tedesco
- 1960 - Renato Russo, cantautore, musicista e compositore brasiliano († 1996)
- 1961 - Chung Jong-soo, allenatore di calcio e ex calciatore sudcoreano
- 1961 - Marcelo Daniel Colombo, arcivescovo cattolico argentino
- 1961 - Mauro Gardin, ex rugbista a 15 e allenatore di rugby a 15 italiano
- 1961 - Abdel Hamid Hassan, ex giocatore di calcio a 5 egiziano
- 1961 - Pietro Iurlaro, politico italiano
- 1961 - Tak Matsumoto, chitarrista giapponese
- 1961 - Tommy McClendon, chitarrista e violinista giapponese
- 1961 - Dario Montani, ex ciclista su strada italiano
- 1961 - Christian Ntsay, politico malgascio
- 1961 - Tony Rominger, ex ciclista su strada svizzero
- 1961 - Nicolò Zanon, avvocato e giurista italiano
- 1962 - Francesco Acquaroli, attore italiano
- 1962 - Kevin J. Anderson, autore di fantascienza statunitense
- 1962 - Jann Arden, cantautrice e attrice canadese
- 1962 - Robin Chassagne, astronomo francese († 2021)
- 1962 - Rob Hollink, giocatore di poker olandese
- 1962 - Christoph Langen, ex bobbista tedesco
- 1962 - Anthony Teachey, ex cestista statunitense
- 1962 - Alex Zahara, attore e doppiatore canadese
- 1963 - Cory Blackwell, ex cestista statunitense
- 1963 - Nadia Coci, calciatrice italiana
- 1963 - Randall Cunningham, ex giocatore di football americano statunitense
- 1963 - Cathy Guetta, imprenditrice, attrice e personaggio televisivo francese
- 1963 - Georgios Katrougkalos, politico greco
- 1963 - Dave Koz, sassofonista statunitense
- 1963 - Jörg Michael, batterista tedesco
- 1963 - Oon Jin Teik, ex nuotatore singaporiano
- 1963 - Ed Pinckney, ex cestista e allenatore di pallacanestro statunitense
- 1963 - Franck Pineau, dirigente sportivo e ex ciclista su strada francese
- 1963 - Gary Stevens, ex calciatore inglese
- 1963 - Khady Sylla, scrittrice senegalese († 2013)
- 1963 - Quentin Tarantino, regista, sceneggiatore e attore statunitense
- 1963 - Xuxa, conduttrice televisiva, attrice e cantante brasiliana
- 1964 - Gianbattista Bardelloni, ex ciclista su strada italiano
- 1964 - Carolin van Bergen, attrice e doppiatrice tedesca († 1990)
- 1964 - Marco Berrini, direttore di coro italiano
- 1964 - James Carter Gaudino, ex cestista e allenatore di pallacanestro portoricano
- 1964 - Glenn Carter, attore e cantante britannico
- 1964 - Kad Merad, attore francese
- 1964 - Clive Rowe, attore e cantante inglese
- 1964 - Sammy Troughton, allenatore di calcio e ex calciatore nordirlandese
- 1965 - Adele Allender, ex sciatrice alpina statunitense
- 1965 - Simona Brambilla, religiosa italiana
- 1965 - Gregor Foitek, pilota di Formula 1 svizzero
- 1965 - Gianni Rosa, politico italiano
- 1966 - Ramiro Castillo, calciatore boliviano († 1997)
- 1966 - Nina Dimitri, cantante e musicista svizzera
- 1966 - Sōkrátīs Fámellos, politico greco
- 1966 - Žarko Paspalj, ex cestista jugoslavo
- 1966 - Patrizia Schiavone, ex cestista italiana
- 1966 - Paula Trickey, attrice statunitense
- 1966 - Martin Weisz, regista tedesco
- 1967 - Dennis Brose, ex calciatore e ex giocatore di calcio a 5 statunitense
- 1967 - Rino Chillemi, allenatore di calcio a 5 italiano
- 1967 - Giuseppe Citterio, ex ciclista su strada italiano
- 1967 - Silvana Comaroli, politica italiana
- 1967 - Sestino Giacomoni, politico italiano
- 1967 - Tom Hammonds, ex cestista statunitense
- 1967 - Kenta Kobashi, ex wrestler e ex judoka giapponese
- 1967 - Gea Lionello, attrice italiana
- 1967 - Andy Preece, allenatore di calcio e ex calciatore inglese
- 1967 - Federico Quaranta, conduttore radiofonico, conduttore televisivo e autore televisivo italiano
- 1967 - Kristen Skjeldal, ex fondista norvegese
- 1967 - Talisa Soto, modella e attrice statunitense
- 1967 - Dean Starkey, ex astista statunitense
- 1968 - Irina Belova, ex multiplista russa
- 1968 - Sandra Hess, attrice e ex modella svizzera
- 1968 - Pauline Jordan, ex cestista statunitense
- 1968 - Stacey Kent, cantante statunitense
- 1968 - Ben Koldyke, attore statunitense
- 1968 - Ma Wenge, tennistavolista cinese
- 1968 - Petronila Muthoni, ex cestista keniota
- 1968 - Wendy Orr, scrittrice australiana
- 1968 - Rune Sunde, ex calciatore norvegese
- 1968 - Luca Zaia, politico italiano
- 1969 - Mariah Carey, cantautrice, attrice e produttrice discografica statunitense
- 1969 - Kevin Corrigan, attore statunitense
- 1969 - Freddie Foxxx, rapper e produttore discografico statunitense
- 1969 - Andrea Gnassi, politico italiano
- 1969 - Kermit Holmes, ex cestista statunitense
- 1969 - Gianluigi Lentini, ex calciatore italiano
- 1969 - Pauley Perrette, attrice e cantante statunitense
- 1970 - Brent Fitz, musicista canadese
- 1970 - Marianne Kjørstad, ex sciatrice alpina norvegese
- 1970 - Oleksandr Klymenko, pesista ucraino († 2000)
- 1970 - Borut Mavrič, allenatore di calcio e ex calciatore sloveno
- 1970 - Achille Mazzoleni, allenatore di calcio e ex calciatore italiano
- 1970 - Elizabeth Mitchell, attrice statunitense
- 1970 - Leila Pahlavi, principessa persiana († 2001)
- 1970 - Uwe Rosenberg, autore di giochi tedesco
- 1970 - Niša Saveljić, ex calciatore montenegrino
- 1970 - Matt Steigenga, ex cestista statunitense
- 1970 - Gaia Zucchi, attrice, showgirl e scrittrice italiana
- 1970 - Jadranka Ćosić, ex cestista jugoslava
- 1971 - John Best, ex cestista statunitense
- 1971 - David Coulthard, ex pilota automobilistico britannico
- 1971 - John Douglas, ex pugile guyanese
- 1971 - Nathan Fillion, attore e doppiatore canadese
- 1971 - Santiago Herrero, allenatore di calcio a 5 e ex giocatore di calcio a 5 spagnolo
- 1971 - Sergej Kisel', generale russo
- 1971 - Adrian Pennock, allenatore di calcio e ex calciatore inglese
- 1971 - Arlindo Pinheiro, ex ostacolista saotomense
- 1971 - Anna Torretta, alpinista, arrampicatrice e scrittrice italiana
- 1971 - Jason Wells, ex giocatore di calcio a 5 australiano
- 1972 - Tom Garrett, politico statunitense
- 1972 - Claudio Guerrini, conduttore radiofonico e conduttore televisivo italiano
- 1972 - Charlie Haas, wrestler statunitense
- 1972 - Jimmy Floyd Hasselbaink, allenatore di calcio e ex calciatore olandese
- 1972 - Jin Kyung, attrice sudcoreana
- 1972 - Lee Young-jin, ex calciatore sudcoreano
- 1972 - Andrej Novosadov, allenatore di calcio e ex calciatore russo
- 1972 - Simona Richter, ex judoka rumena
- 1972 - Agathe de La Fontaine, attrice francese
- 1973 - Steve Drew, pilota motociclistico statunitense
- 1973 - Imanol Etxeberria, ex calciatore spagnolo
- 1973 - Gianluca Gatti, ex calciatore sammarinese
- 1973 - Rui Jorge, allenatore di calcio e ex calciatore portoghese
- 1973 - Francesca Pettinelli, cantante, attrice e ballerina italiana
- 1973 - Pablo Pozo, arbitro di calcio cileno
- 1973 - Shay Sights, attrice pornografica canadese
- 1974 - Edgardo Adinolfi, ex calciatore uruguaiano
- 1974 - Valentina Albanese, pilota automobilistica italiana
- 1974 - Luca Banti, ex arbitro di calcio italiano
- 1974 - Andrea Conti, ex cestista e dirigente sportivo italiano
- 1974 - Bernard Curry, attore australiano
- 1974 - Fernando Diniz, allenatore di calcio e ex calciatore brasiliano
- 1974 - Lavoisier Freire Martins, giocatore di calcio a 5 brasiliano
- 1974 - Sergio Gioino, ex calciatore argentino
- 1974 - Joan Horrach, ex ciclista su strada spagnolo
- 1974 - George Koumantarakis, ex calciatore greco
- 1974 - Tatiana Lepore, attrice e doppiatrice italiana
- 1974 - Gaizka Mendieta, ex calciatore spagnolo
- 1974 - Alejandro Quiroz, ex cestista venezuelano
- 1974 - Andrea Romeo, imprenditore, produttore cinematografico e giornalista italiano
- 1974 - Kendra Scott, stilista, imprenditrice e filantropa statunitense
- 1974 - Simon Terry, arciere britannico († 2021)
- 1975 - Choclair, rapper canadese
- 1975 - Andrew Blowers, ex rugbista a 15 e allenatore di rugby a 15 neozelandese
- 1975 - Grégory Dubois, ex hockeista su ghiaccio francese
- 1975 - Fergie, cantante e rapper statunitense
- 1975 - Christian Fiedler, allenatore di calcio e ex calciatore tedesco
- 1975 - Katsuaki Fujiwara, pilota motociclistico giapponese
- 1975 - Tom Goegebuer, ex sollevatore belga
- 1975 - Hugh Maynard, attore britannico
- 1975 - Mihaela Melinte, ex martellista rumena
- 1975 - Jeff Palmer, attore e cantautore statunitense
- 1975 - François Petit, arrampicatore francese
- 1975 - Skee-Lo, rapper statunitense
- 1975 - Stefán Þórðarson, ex calciatore islandese
- 1976 - Roberta Anastase, politica rumena
- 1976 - Carlos Areces, attore e fumettista spagnolo
- 1976 - Djamel Belmadi, allenatore di calcio e ex calciatore algerino
- 1976 - Christian Bindhammer, arrampicatore tedesco
- 1976 - Danny Fortson, ex cestista statunitense
- 1976 - Brandon Johnson, politico e docente statunitense
- 1976 - Liu Limin, ex nuotatrice cinese
- 1976 - Francesca Mazzalai, modella, conduttrice televisiva e attrice italiana
- 1976 - William Taormina, traduttore italiano
- 1977 - Buffy-Lynne Alexander-Williams, canottiera canadese
- 1977 - Víctor Ávila, ex cestista messicano
- 1977 - Elías Ayuso, allenatore di pallacanestro e ex cestista statunitense
- 1977 - Valentino China, ex ciclista su strada italiano
- 1977 - Matteo Foschi, ex rugbista a 15 e allenatore di rugby a 15 italiano
- 1977 - Noname Jane, ex attrice pornografica statunitense
- 1977 - Tommie van der Leegte, ex calciatore olandese
- 1977 - Vítor Meira, pilota automobilistico brasiliano
- 1977 - Ioannis Melissanidis, ex ginnasta greco
- 1977 - Juraj Minčík, ex canoista slovacco
- 1977 - Svetlana Šiškina-Malachova, ex fondista kazaka
- 1977 - Tatú, ex giocatore di calcio a 5 brasiliano
- 1977 - Nils Winter, ex lunghista tedesco
- 1978 - Leo Aberer, cantante austriaco
- 1978 - Isabella Adinolfi, politica italiana
- 1978 - Sebastian Bonnet, attore pornografico e produttore cinematografico slovacco
- 1978 - Choi Jong-bum, ex calciatore sudcoreano
- 1978 - Amélie Cocheteux, ex tennista francese
- 1978 - Emmanuel Ebiede, calciatore nigeriano († 2023)
- 1978 - Marilù S. Manzini, scrittrice e regista italiana
- 1978 - Carlos Mérida, ex giocatore di calcio a 5 guatemalteco
- 1978 - Gabriel Paraschiv, ex calciatore rumeno
- 1978 - Tom Stenvoll, allenatore di calcio e ex calciatore norvegese
- 1979 - İlqar Əbdürəhmanov, ex calciatore azero
- 1979 - Vidas Alunderis, ex calciatore lituano
- 1979 - Martin Borre, ex calciatore danese
- 1979 - Louise Brealey, attrice e giornalista britannica
- 1979 - Andrea Dato, giocatore di poker e ingegnere italiano
- 1979 - Denis Golovanov, tennista russo
- 1979 - Mia Ikumi, fumettista giapponese († 2022)
- 1979 - Martin Larsson, ex fondista svedese
- 1979 - Jacinta van Lint, ex nuotatrice australiana
- 1979 - Nassim Mendil, ex calciatore francese
- 1979 - Baýramdurdi Meredow, ex calciatore turkmeno
- 1979 - Hayden Mullins, allenatore di calcio e ex calciatore inglese
- 1979 - Tom Palmer, allenatore di rugby a 15 e ex rugbista a 15 britannico
- 1979 - Jermaine Phillips, giocatore di football americano statunitense
- 1979 - Pierpaolo Picazio, cestista italiano
- 1979 - Dominik Tarczyński, politico e giornalista polacco
- 1980 - Ziad Bakri, attore, regista e direttore della fotografia palestinese
- 1980 - Gianpaolo Bellini, allenatore di calcio e ex calciatore italiano
- 1980 - Cesare Cremonini, cantautore italiano
- 1980 - Nicolas Duvauchelle, attore francese
- 1980 - Maria Sole Mansutti, attrice italiana
- 1980 - Tai Orathai, cantante e attrice thailandese
- 1980 - Michaela Paštiková, ex tennista ceca
- 1980 - María Noel Riccetto, ex ballerina e direttrice artistica uruguaiana
- 1980 - Maksïm Şevçenko, ex calciatore kazako
- 1981 - Merouane Abdouni, ex calciatore algerino
- 1981 - Cacau, ex calciatore brasiliano
- 1981 - Cory Butner, bobbista statunitense
- 1981 - Chen Yan, ex nuotatrice cinese
- 1981 - Luca D'Alisera, pattinatore artistico a rotelle italiano
- 1981 - Rafael Guanaes, allenatore di calcio e ex calciatore brasiliano
- 1981 - Quim Gutiérrez, attore spagnolo
- 1981 - Hwang Ji-soo, ex calciatore sudcoreano
- 1981 - Jukka Keskisalo, siepista finlandese
- 1981 - Hilda Kibet, mezzofondista e maratoneta keniota
- 1981 - JJ Lin, cantante e attore singaporiano
- 1981 - Paola Mauriello, cestista e allenatrice di pallacanestro italiana († 2025)
- 1981 - Terry McFlynn, ex calciatore nordirlandese
- 1981 - Alexandre Negri, ex calciatore brasiliano
- 1981 - Sven Riederer, triatleta svizzero
- 1981 - Tobias Schenke, attore tedesco
- 1981 - Gavin Skelton, allenatore di calcio e calciatore inglese
- 1982 - Fredy Bareiro, ex calciatore paraguaiano
- 1982 - Shawn Beveney, ex calciatore guyanese
- 1982 - Captain New Japan, wrestler giapponese
- 1982 - Kurara Chibana, modella giapponese
- 1982 - Bruno Savignani, ex cestista e allenatore di pallacanestro brasiliano
- 1982 - Giovanni Tomasicchio, ex velocista italiano
- 1982 - Jhon Valencia, ex calciatore colombiano
- 1983 - Alina Devecerski, cantante svedese
- 1983 - Julija Golubčikova, astista russa
- 1983 - Robert Guerrero, pugile statunitense
- 1983 - Vasilij Košečkin, hockeista su ghiaccio russo
- 1983 - Marco Aurélio Ribeiro Barbieri, ex calciatore brasiliano
- 1983 - Román Martínez, allenatore di calcio e ex calciatore argentino
- 1983 - Henri Ndreka, ex calciatore albanese
- 1983 - Ibezito Ogbonna, ex calciatore nigeriano
- 1983 - Igor Picușceac, allenatore di calcio e ex calciatore moldavo
- 1983 - Jacques Riparelli, velocista e ex militare italiano
- 1984 - Adam Ashley-Cooper, rugbista a 15 australiano
- 1984 - Delimir Bajić, ex calciatore bosniaco
- 1984 - Eric Bellinger, cantautore e paroliere statunitense
- 1984 - Michaël Cordier, ex calciatore belga
- 1984 - Kylie Cronk, ex giocatrice di softball australiana
- 1984 - Ben Franks, ex rugbista a 15 neozelandese
- 1984 - Alexandru Gațcan, ex calciatore moldavo
- 1984 - Brett Holman, ex calciatore australiano
- 1984 - Josef Kaufman, ex calciatore ceco
- 1984 - Bonnie Milligan, attrice e cantante statunitense
- 1984 - Angelo Raffaele Nolé, allenatore di calcio e ex calciatore italiano
- 1984 - Antonio Rojas, ex calciatore paraguaiano
- 1984 - Taiki Seto, goista giapponese
- 1984 - Ross Ulbricht, criminale e informatico statunitense
- 1984 - Fernando Usero, ex calciatore spagnolo
- 1984 - Wu You, canottiera cinese
- 1985 - Chadžimurat Akkaev, ex sollevatore russo
- 1985 - Anton Amel'čanka, ex calciatore bielorusso
- 1985 - Dario Baldauf, ex calciatore austriaco
- 1985 - Anna Barbaro, triatleta italiana
- 1985 - Luis Bolaños, ex calciatore ecuadoriano
- 1985 - Ram Charan, attore indiano
- 1985 - Stijn De Smet, ex calciatore belga
- 1985 - Pavol Farkaš, calciatore slovacco
- 1985 - Claudia Gaffuri, attrice italiana
- 1985 - Guillaume Joli, ex pallamanista francese
- 1985 - Kasmir, cantante, musicista e produttore discografico finlandese
- 1985 - Blake McIver Ewing, attore e cantante statunitense
- 1985 - David Navara, scacchista ceco
- 1985 - Marco Schneuwly, ex calciatore svizzero
- 1985 - Sabrina Seara, modella e attrice venezuelana
- 1985 - Nadzeja Skardzina, ex biatleta bielorussa
- 1985 - Sophie Splawinski, ex sciatrice alpina canadese
- 1985 - Loïc Wakanumuné, calciatore francese
- 1985 - Caroline Winberg, supermodella svedese
- 1985 - Jeremy Yasasa, calciatore papuano
- 1986 - Marco Filippucci, ex rugbista a 15 italiano
- 1986 - Boris Gračëv, scacchista russo
- 1986 - David Jurčenko, ex calciatore russo
- 1986 - Chris Lofton, ex cestista statunitense
- 1986 - Sam Minar, calciatore cambogiano
- 1986 - Rosario Miraggio, cantante italiano
- 1986 - Manuel Neuer, calciatore tedesco
- 1986 - Chen Nusel, ex cestista israeliana
- 1986 - Simone Näf, schermitrice svizzera
- 1986 - Marcus Pode, calciatore svedese
- 1986 - Pedro Solberg, giocatore di beach volley brasiliano
- 1986 - Doria Tillier, attrice francese
- 1986 - SoCal Val, modella statunitense
- 1986 - Jinelle Zaugg-Siergiej, hockeista su ghiaccio statunitense
- 1986 - Ivan Čupić, ex pallamanista e allenatore di pallamano croato
- 1987 - Jefferson Bernárdez, calciatore honduregno
- 1987 - Alejandro Castro, ex calciatore messicano
- 1987 - Pedro Correia, ex calciatore portoghese
- 1987 - Alexandru Curtean, ex calciatore rumeno
- 1987 - Stefano Duranti Poccetti, scrittore, giornalista e traduttore italiano
- 1987 - Lene Egeli, modella norvegese
- 1987 - José Fernando Viana de Santana, ex calciatore brasiliano
- 1987 - Samuel Francis, ex velocista nigeriano
- 1987 - Hernán Fredes, ex calciatore argentino
- 1987 - Polina Gagarina, cantante russa
- 1987 - Jérémy Grimm, calciatore francese
- 1987 - Sonny Guadarrama, ex calciatore statunitense
- 1987 - Romain Hamouma, ex calciatore francese
- 1987 - Anthony Levine, ex giocatore di football americano statunitense
- 1987 - Francisco Limardo, schermidore venezuelano
- 1987 - Martina Mencaccini, giocatrice di calcio a 5 e ex calciatrice italiana
- 1987 - Jan Močnik, ex cestista e allenatore di pallacanestro sloveno
- 1987 - Alex Pledger, cestista neozelandese
- 1987 - Buster Posey, ex giocatore di baseball statunitense
- 1987 - Shin Young-rok, ex calciatore sudcoreano
- 1987 - Byambyn Tüvshinbat, pugile mongolo
- 1987 - Victor Vito, rugbista a 15 neozelandese
- 1987 - ChaRonda Williams, velocista statunitense
- 1987 - Sanne van Kerkhof, pattinatrice di short track olandese
- 1988 - Rodrigo Eduardo Costa Marinho, ex calciatore brasiliano
- 1988 - Junior Galette, giocatore di football americano haitiano
- 1988 - Mauro Goicoechea, calciatore uruguaiano
- 1988 - Holliday Grainger, attrice britannica
- 1988 - Victor Heringer, scrittore e poeta brasiliano († 2018)
- 1988 - Jessie J, cantautrice e personaggio televisivo britannica
- 1988 - Artëm Olegovič Novičonok, astronomo russo
- 1988 - Quentin Othon, ex calciatore francese
- 1988 - Leonardo Santana da Silva, giocatore di calcio a 5 brasiliano
- 1988 - Moe Sbihi, canottiere britannico
- 1988 - Łukasz Sierpina, calciatore polacco
- 1988 - Brenda Song, attrice, doppiatrice e produttrice televisiva statunitense
- 1988 - Atsuto Uchida, ex calciatore giapponese
- 1988 - Abdulla Yasser, calciatore bahreinita
- 1988 - Claudemir Domingues de Souza, calciatore brasiliano
- 1989 - Nana Attakora, allenatore di calcio e ex calciatore canadese
- 1989 - Tuğçe Atıcı, pallavolista turca
- 1989 - Makram Ben Romdhane, cestista tunisino
- 1989 - Lillo Castellano, calciatore spagnolo
- 1989 - Sara Gama, dirigente sportiva e ex calciatrice italiana
- 1989 - Sofiane Guitoune, ex rugbista a 15 algerino
- 1989 - Matt Harvey, ex giocatore di baseball statunitense
- 1989 - Nolan Kasper, ex sciatore alpino statunitense
- 1989 - Jermaine Love, cestista statunitense
- 1989 - Maka Mary, allenatore di calcio e ex calciatore francese
- 1989 - Danny van den Meiracker, calciatore olandese
- 1989 - Silvano Raggio Garibaldi, calciatore italiano
- 1989 - Ricardo Ribeiro de Lima, calciatore brasiliano
- 1989 - Diego Rosa, mountain biker e ex ciclista su strada italiano
- 1989 - David Vallorani, hockeista su ghiaccio canadese
- 1989 - Šarūnas Vasiliauskas, cestista lituano
- 1990 - Amir Abrashi, calciatore svizzero
- 1990 - Jonas Baumann, ex fondista svizzero
- 1990 - Taylor Benjamin, ex calciatore canadese
- 1990 - Fernando Brandán, calciatore argentino
- 1990 - Lukács Bőle, calciatore ungherese
- 1990 - Roger Cañas, calciatore colombiano
- 1990 - Leandro Chichizola, calciatore argentino
- 1990 - Erdin Demir, ex calciatore svedese
- 1990 - Stefan Ilić, allenatore di hockey su ghiaccio e ex hockeista su ghiaccio serbo
- 1990 - Joselu, calciatore spagnolo
- 1990 - Michelle Karvinen, hockeista su ghiaccio finlandese
- 1990 - Kimbra, cantautrice neozelandese
- 1990 - Fredy, calciatore angolano
- 1990 - Nicolas Nkoulou, calciatore camerunese
- 1990 - Jake Odorizzi, giocatore di baseball statunitense
- 1990 - Meelis Peitre, calciatore estone
- 1990 - Luís Miguel Pinheiro Andrade, calciatore portoghese
- 1990 - Facundo Píriz, calciatore uruguaiano
- 1990 - Antonino Ragusa, calciatore italiano
- 1990 - Henry Sims, cestista statunitense
- 1990 - João Soares, cestista portoghese
- 1990 - Natalia Sánchez, attrice spagnola
- 1990 - Kōstas Theodōropoulos, calciatore greco
- 1990 - Giovanbattista Venditti, ex rugbista a 15 italiano
- 1990 - Mateusz Zachara, calciatore polacco
- 1990 - Luca Zuffi, calciatore svizzero
- 1991 - Francisco Belo, pesista e discobolo portoghese
- 1991 - Aude Biannic, ciclista su strada e pistard francese
- 1991 - Jamie Bosio, calciatore gibilterriano
- 1991 - Megan Bozek, hockeista su ghiaccio statunitense
- 1991 - Olcay Gür, calciatore liechtensteinese
- 1991 - Vafa Hakhamaneshi, calciatore iraniano
- 1991 - Toomas Heikkinen, pilota di rally finlandese
- 1991 - London on da Track, beatmaker, produttore discografico e rapper statunitense
- 1991 - Roman Karasjuk, calciatore ucraino
- 1991 - Valeria Kleiner, ex calciatrice tedesca
- 1991 - Johannes Kröll, ex sciatore alpino austriaco
- 1991 - Jesper Lauridsen, ex calciatore danese
- 1991 - Biagio Meccariello, calciatore italiano
- 1991 - Ahmed Samir, calciatore giordano
- 1991 - Takuya Seike, giocatore di football americano giapponese
- 1991 - Josh Selby, cestista statunitense
- 1991 - Ernest Sugira, calciatore ruandese
- 1991 - Shayne Whittington, ex cestista e allenatore di pallacanestro statunitense
- 1992 - Johannes Brunner, giocatore di football americano svizzero
- 1992 - Lukáš Budínský, calciatore ceco
- 1992 - Ryan Cochran-Siegle, sciatore alpino statunitense
- 1992 - Julián Luque, ex calciatore spagnolo
- 1992 - Arthur De Greef, ex tennista e allenatore di tennis belga
- 1992 - Mark Gillespie, calciatore inglese
- 1992 - Grant Hardie, giocatore di curling britannico
- 1992 - István Kovács, ex calciatore ungherese
- 1992 - Marc Muniesa, calciatore spagnolo
- 1992 - Pedro Obiang, calciatore spagnolo
- 1992 - Chris Olivier, cestista statunitense
- 1992 - Josh Shaw, giocatore di football americano statunitense
- 1992 - Ben Vehava, calciatore israeliano
- 1992 - Max Veloso, calciatore portoghese
- 1992 - Aoi Yūki, doppiatrice, attrice e cantante giapponese
- 1993 - Luca Aerni, sciatore alpino svizzero
- 1993 - Jacopo Bellussi, ballerino italiano
- 1993 - Willian Candia, calciatore paraguaiano
- 1993 - Justin Coleman, giocatore di football americano statunitense
- 1993 - Dariya Derkach, triplista e ex lunghista italiana
- 1993 - Gonzalo Escalante, calciatore argentino
- 1993 - Fraser Fyvie, calciatore scozzese
- 1993 - Ali Gibson, ex cestista statunitense
- 1993 - Cristian Guanca, calciatore argentino
- 1993 - Lidia Isac, cantante moldava
- 1993 - Christian Jakobsen, calciatore danese
- 1993 - Luan Vieira, calciatore brasiliano
- 1993 - Marko Karamarko, calciatore croato
- 1993 - Gustav Lundbäck, ex sciatore alpino svedese
- 1993 - Lovisa Modig, fondista svedese
- 1993 - Nelson Munganga, calciatore della Repubblica Democratica del Congo
- 1993 - Brandon Nimmo, giocatore di baseball statunitense
- 1993 - Ilari Seppälä, cestista finlandese
- 1993 - Ángel Trinidad, pallavolista spagnolo
- 1993 - Robert Walsh, pallavolista statunitense
- 1993 - Abbie Ward, rugbista a 15 britannica
- 1994 - Viktor Angelov, calciatore macedone
- 1994 - Yoan Cardinale, calciatore francese
- 1994 - Bryan Constant, calciatore francese
- 1994 - Hernani Azevedo Júnior, calciatore brasiliano
- 1994 - Conrad Kaminski, pallavolista statunitense
- 1994 - Wisdom Kanu, calciatore nigeriano
- 1994 - Felipe Macedo, calciatore brasiliano
- 1994 - Birama Ndoye, ex calciatore senegalese
- 1994 - Anthony Novak, calciatore canadese
- 1994 - Yosel Piedra, calciatore cubano
- 1994 - Lukáš Skovajsa, calciatore slovacco
- 1994 - Soun Veasna, calciatore cambogiano
- 1994 - Patrick Wessely, calciatore austriaco
- 1995 - Villano Antillano, rapper e cantante portoricana
- 1995 - Taylor Atelian, attrice, ballerina e cantante statunitense
- 1995 - Mac Bohonnon, sciatore freestyle statunitense
- 1995 - Reece Clarke, danzatore scozzese
- 1995 - Marlon Freitas, calciatore brasiliano
- 1995 - Te Atawhai Hudson-Wihongi, calciatore neozelandese
- 1995 - Mihovil Klapan, calciatore croato
- 1995 - Mateo Kocijan, calciatore croato
- 1995 - John-Henry Krueger, pattinatore di short track statunitense
- 1995 - Katarzyna Madrowska, lottatrice polacca
- 1995 - Mathieu Maertens, calciatore belga
- 1995 - Aslıhan Malbora, attrice turca
- 1995 - Luís Javier Mosquera, sollevatore colombiano
- 1995 - Reuven Niemeijer, calciatore olandese
- 1995 - Ygor Nogueira, calciatore brasiliano
- 1995 - Martín Payares, calciatore colombiano
- 1995 - Édson Samms, calciatore panamense
- 1995 - Sven Sprangler, calciatore austriaco
- 1995 - Bill Tuiloma, calciatore neozelandese
- 1995 - Zaur Uguev, lottatore russo
- 1995 - Vinícius Tanque, calciatore brasiliano
- 1996 - Alice Benoît, calciatrice francese
- 1996 - Stephen Brown, cestista statunitense
- 1996 - Tolga Geçim, cestista turco
- 1996 - Loïc Lapoussin, calciatore malgascio
- 1996 - Rosabell Laurenti Sellers, attrice italiana
- 1996 - Aristote Nkaka, calciatore belga
- 1996 - Stephane Omeonga, calciatore belga
- 1997 - Muhsen Al-Ghassani, calciatore omanita
- 1997 - Raiko Arozarena, calciatore cubano
- 1997 - Daniele Cappellari, biatleta e ex fondista italiano
- 1997 - Danilo Cardoso, calciatore brasiliano
- 1997 - Murilo Cerqueira, calciatore brasiliano
- 1997 - Eleonora Curtabbi, ostacolista italiana
- 1997 - Heber García, calciatore venezuelano
- 1997 - Brycen Hopkins, giocatore di football americano statunitense
- 1997 - Lisa, rapper, cantante e ballerina thailandese
- 1997 - Stefanos Ntouskos, canottiere greco
- 1997 - Bence Pávkovics, calciatore ungherese
- 1997 - Kristóf Rasovszky, nuotatore ungherese
- 1997 - Nicolás Servetto, calciatore argentino
- 1997 - Malcolm Shaw, calciatore trinidadiano
- 1997 - Andreas Skovgaard, calciatore danese
- 1997 - Eda Tuğsuz, giavellottista turca
- 1998 - Jahvon Blair, cestista canadese
- 1998 - Marquez Callaway, giocatore di football americano statunitense
- 1998 - Finn Dahmen, calciatore tedesco
- 1998 - Tristan Dekker, calciatore olandese
- 1998 - Elena Dhont, calciatrice belga
- 1998 - Geyse Ferreira, calciatrice brasiliana
- 1998 - Kylen Granson, giocatore di football americano statunitense
- 1998 - Johanna Hagström, fondista svedese
- 1998 - Mack Hansen, rugbista a 15 australiano
- 1998 - Stanislav Magkeev, calciatore russo
- 1998 - Giannīs Mpouzoukīs, calciatore greco
- 1998 - Jesús Piñuelas, calciatore messicano
- 1998 - Charles Snowden, giocatore di football americano statunitense
- 1998 - Ľubomír Tupta, calciatore slovacco
- 1998 - Haji Wright, calciatore statunitense
- 1999 - Maha Amer, tuffatrice egiziana
- 1999 - Douglas Aurélio, calciatore brasiliano
- 1999 - Tudor Băluță, calciatore rumeno
- 1999 - Natasha Calis, attrice canadese
- 1999 - Marquinhos Cipriano, calciatore brasiliano
- 1999 - Ida Dannewitz, ex sciatrice alpina svedese
- 1999 - Braxton Jones, giocatore di football americano statunitense
- 1999 - Netane Muti, giocatore di football americano tongano
- 1999 - Alex O'Connor, scrittore britannico
- 1999 - Viktor Potočki, ciclista su strada, ciclocrossista e pistard croato
- 1999 - Murali Sreeshankar, lunghista indiano
- 1999 - Christian Viet, calciatore tedesco
- 2000 - Miguel Baeza, calciatore spagnolo
- 2000 - Halle Bailey, attrice e cantautrice statunitense
- 2000 - Gaspar Campos, calciatore spagnolo
- 2000 - Francesca Cosi, pallavolista italiana
- 2000 - Enis Fazlagiḱ, calciatore macedone
- 2000 - Ewan Henderson, calciatore scozzese
- 2000 - Juho Hyvärinen, calciatore finlandese
- 2000 - Jaylin Lindsey, calciatore statunitense
- 2000 - Elijah Moore, giocatore di football americano statunitense
- 2000 - Sophie Nélisse, attrice canadese
- 2000 - Óscar Rivas, calciatore spagnolo
- 2000 - Pelayo Sánchez, ciclista su strada spagnolo
- 2000 - Nora Sanness, fondista norvegese
- 2000 - Bernardo Martins Sousa, calciatore portoghese
- 2000 - Norbert Szendrei, calciatore ungherese

## XXI secolo(29)
- 2001 - Tiago Araújo, calciatore portoghese
- 2001 - Natanael Cano, cantante messicano
- 2001 - Juan Cruz Guasone, calciatore argentino
- 2001 - Tyler Kolek, cestista statunitense
- 2001 - David Roddy, cestista statunitense
- 2002 - Morgan Antonioni, hockeista su pista italiano
- 2002 - Matthias Braunöder, calciatore austriaco
- 2002 - Ariete, cantautrice italiana
- 2002 - Darija Snihur, tennista ucraina
- 2002 - Ty Tennant, attore britannico
- 2003 - Thomas Ciprick, tuffatore canadese
- 2003 - LDA, cantautore e rapper italiano
- 2003 - Yeltzin Erique, calciatore ecuadoriano
- 2003 - Diego Alexander Gómez Amarilla, calciatore paraguaiano
- 2003 - Jaka Klobučar, cestista sloveno
- 2003 - Pedro Lima Barros, calciatore brasiliano
- 2003 - Lisandro Montenegro, calciatore argentino
- 2003 - Ekaterina Rjabova, pattinatrice artistica su ghiaccio russa
- 2003 - Ja'Tavion Sanders, giocatore di football americano statunitense
- 2003 - Rafael Struick, calciatore indonesiano
- 2004 - Max Finkgräfe, calciatore tedesco
- 2004 - Armand Membou, giocatore di football americano statunitense
- 2004 - Quinn Sullivan, calciatore statunitense
- 2004 - Audrey Werro, mezzofondista svizzera
- 2006 - Alia Bitonci, rugbista a 15 italiana
- 2006 - Cheng Zilong, tuffatore cinese
- 2007 - Tatsuya Murasa, nuotatore giapponese
- 2009 - Ilektra Rapti, nuotatrice artistica greca
- 2023 - Francesco di Lussemburgo, principe lussemburghese